# Syväjärvi (sjö i Karleby, Mellersta Österbotten, Finland)
Syväjärvi och Heinäjärvi eller Ruohojärvet är sjöar i Finland. De ligger i kommunen Karleby i landskapet Mellersta Österbotten, i den centrala delen av landet, 400 km norr om huvudstaden Helsingfors. Syväjärvi ligger 83 meter över havet. I omgivningarna runt Syväjärvi växer i huvudsak blandskog. Arean är 4,5 hektar och strandlinjen är 1,04 kilometer lång. Sjön  ingår i Perho å huvudavrinningsområde. 